# Rumore dei preamplificatori del sonar

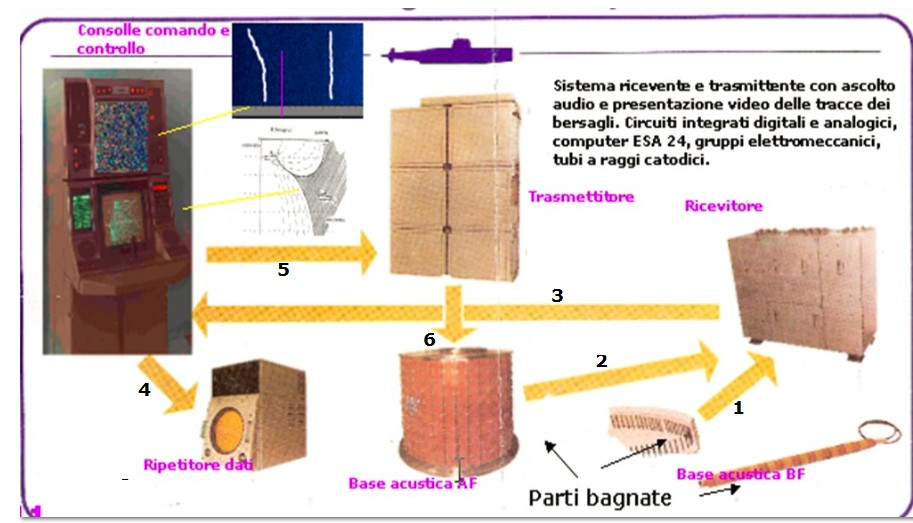
Vista d'insieme Sonar IPD70S

Le tensioni generate dal rumore dei preamplificatori idrofonici del sonar non devono superare quelle generate dagli idrofoni a causa del rumore del mare ; soltanto in questo caso sarà possibile la scoperta di bersagli a grande distanza.
I calcoli sulla propagazione del suono in mare mostrano che i segnali idrofonici di bersagli molto lontani possono essere ricevuti con livelli di pressione uguali od inferiori ai più bassi livelli del rumore del mare.
Per una valutazione numerica del rapporto esistente tra le due variabili è necessario iniziare l'esame del rumore del mare.

## Il rumore del mare
Con il termine rumore del mare ci si riferisce alle cause che provocano perturbazioni acustiche in mare e che, per loro natura, sono sempre presenti a diversi livelli, queste creano significative riduzioni delle portate di scoperta dei sistemi sonar.

### I livelli del rumore del mare
I livelli del rumore del mare sono riportati nelle curve tracciate in figura:

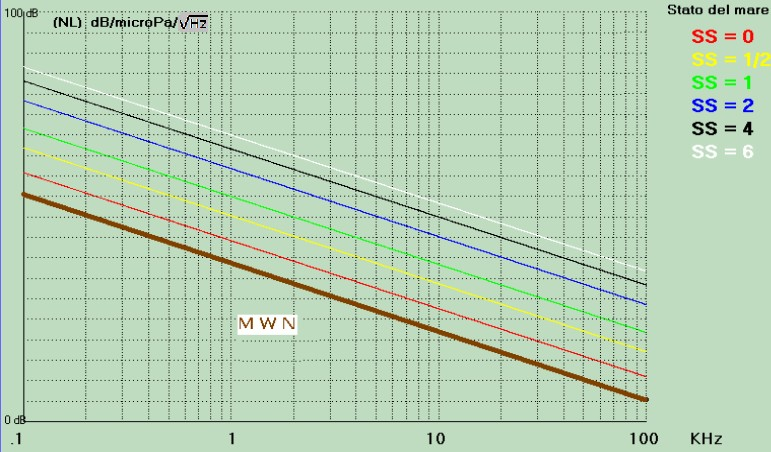
Diagrammi dei livelli di rumore del mare

Le curve indicano come varia la pressione acustica generata dal moto ondoso del mare in funzione dei due parametri fondamentali che caratterizzano la fisica del fenomeno; con sei segmenti di retta diversamente colorati si mostra la dipendenza del valore della pressione in funzione della sua frequenza e dello stato del mare.
Le ascisse indicano, in scala logaritmica a {\displaystyle 3} decadi, il campo delle frequenze generate dal moto ondoso in un intervallo di valori che si estende da {\displaystyle 100} Hz a {\displaystyle 100} kHz. 
Le ordinate, in scala lineare,  indicano i livelli di pressione acustica del rumore espressi in {\displaystyle dB/\mu Pa} / {\displaystyle {\sqrt {Hz}}} , in un intervallo esteso da {\displaystyle 0} dB a {\displaystyle +100} dB con {\displaystyle 20} divisioni da {\displaystyle 5\ dB/div.}
La pendenza delle rette di {\displaystyle -5} dB/ottava indica come alle frequenze più basse il livello del rumore del mare sia molto più elevato che alle frequenze alte.
Nella figura l'ampiezza del rumore del mare si estende dal minimo livello, curva marrone, dovuto alla sola agitazione termica del mezzo  (MWN - minimum water noise) , al mare {\displaystyle SS=6}, generato dal forte moto ondoso,  indicato dalla curva bianca.

#### Utilizzo del diagramma

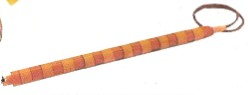
Stecca idrofonica ricevente del sonar IPD70S

Un esempio di computo di previsione nella più favorevole condizione ambientale con l'assunzione di tre variabili:
- stato del mare ( {\displaystyle SS=0} )
- frequenza centrale della banda da valutare ({\displaystyle f=2\ kHz} )
- caratteristiche della stecca idrofonica ricevente di figura

Per  {\displaystyle SS=0} -vedi retta rossa nel grafico- e {\displaystyle f=2\ kHz}, si valuta il livello di pressione per {\displaystyle {\sqrt {Hz}}} ;
tale livello è: {\displaystyle +39\ dB/\mu Pa/{\sqrt {Hz}}}
Se il livello di pressione calcolato colpisce una stecca idrofonica  avente la sensibilità di {\displaystyle -190\ dB/1\ Veff./\mu Pa}, la tensione in uscita della stecca sarà:
{\displaystyle -190\ dB/1\ Veff./\mu Pa\ +39\ dB/\mu \ Pa{\sqrt {Hz}}} = {\displaystyle -151\ dB/Veff./{\sqrt {Hz}}} pari a:
{\displaystyle Vu\ (idrofono)} =  {\displaystyle 28\cdot 10^{-9}Veff./{\sqrt {Hz}}} {\displaystyle =(28\ nV/{\sqrt {Hz}})}
La stecca idrofonica in oggetto è mostrata in figura:

### Il preamplificatore idrofonico

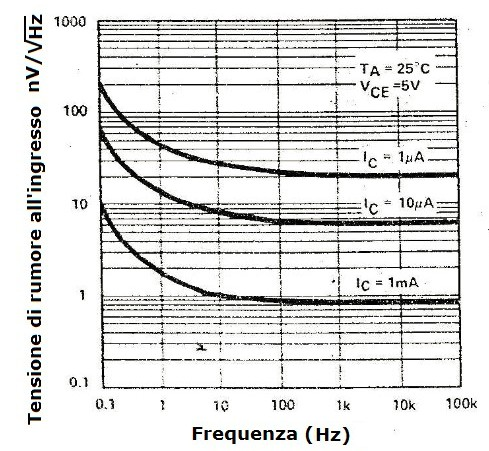
Rumore spettrale coppia Mat 02

Il livello di tensione di rumore che si genera ai capi dell'idrofono, funzione dello stato del mare, dal computo dell'esempio precedente risulta:
{\displaystyle Vu\ (idrofono)} =  {\displaystyle 28\cdot 10^{-9}Veff./{\sqrt {Hz}}} {\displaystyle =(28\ nV/{\sqrt {Hz}})}.
Per ottimizzare le capacità di scoperta del sonar deve essere progettato un preamplificatore avente un rumore proprio nettamente inferiore alla tensione di rumore calcolata.
Il preamplificatore può essere progettato  prevedendo come stadio d'ingresso una coppia di transistori a basso rumore; ad esempio la coppia bilanciata Mat 02  le cui caratteristiche di rumore sono illustrate in figura:
Se la coppia Mat 02 lavora con una corrente {\displaystyle Ic=1\ mA}, il rumore spettrale d'ingresso, a {\displaystyle 2000\ Hz}, deducibile dalle curve è
{\displaystyle 0.9\cdot 10^{-9}Veff./{\sqrt {Hz}}} {\displaystyle =(0.9\ nV/{\sqrt {Hz}})}. 

#### Misura del rumore sul preamplifictore

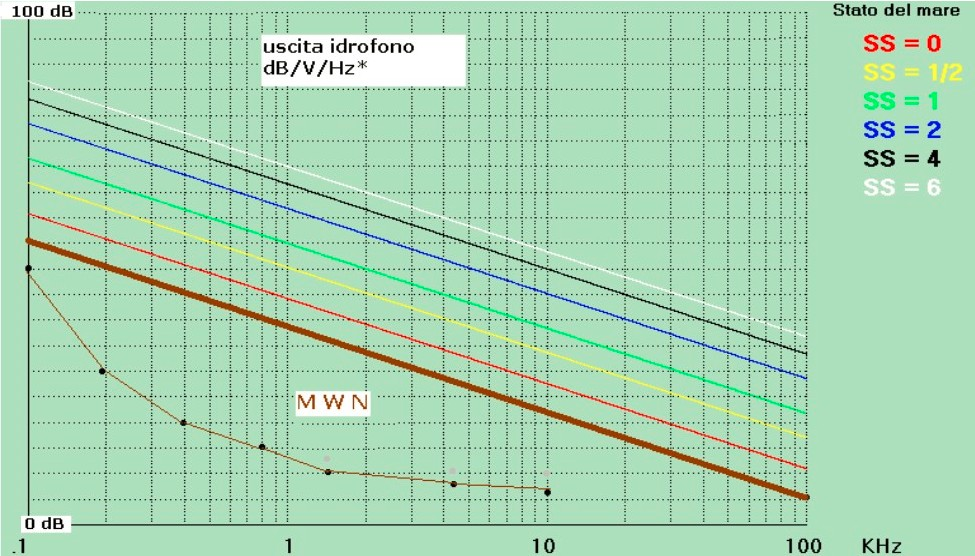
Rumore Mat 02 confrontato con il rumore del mare: misure di laboratorio

Generalmente il rumore di un preamplificatore idrofonico  deve essere valutato in tutta la banda di frequenze di ricezione; a tal proposito la verifica del rumore proprio viene eseguita per un numero discreto di frequenze facenti parte della banda; questi valori sono poi trasformati in pressioni acustiche e tracciati per punti nel diagramma dei rumori del mare come illustrato in figura secondo misure di laboratorio.
Il rumore d'ingresso del preamplificatore  risulta inferiore di {\displaystyle \approx 30\ dB\ a\ 2\ kHz}  rispetto alla tensione di rumore generata dall'idrofono colpito dal rumore del mare; si osserva che per tutte le frequenze della banda considerata il rumore del preamplificatore è sempre inferiore al rumore del mare.

## Collegamenti interni
- Testi scaricabili liberamente